# Irving John Good
Irving John Good   (Londres, 9 de desembre de 1916 - Radford, 5 d'abril de 2009), conegut com Jack Good, però que signava els seus treballs com I. J. Good, va ser un matemàtic anglès que es va traslladar a viure als Estats Units.

## Vida i Obra
Fill d'immigrants jueus russos, el seu pare va tenir una botiga de brocanter i va publicar el 1952 una autobiografia sota el nom de Mosheh Oven. El seu nom de naixement era Isadore Jacob Gudak, però se'l va canviar. Després de destacar en matemàtiques durant la seva escolarització, el 1934 va ingressar al Jesus College de la universitat de Cambridge en la qual es va doctorar el 1941 sota la direcció de Godfrey Harold Hardy i Abram Bezikóvitx. Aquest mateix any va ser contractat a Bletchley Park perquè els caps del projecte creien que els bons jugadors d'escacs eren bons cripto-analistes, i ell era un excel·lent jugador. Inicialment va treballar amb Alan Turing ajudant en l'anàlisi estadístic dels missatges a desxifrar, però a partir de 1943 va ser destinat al Newmanry per a fer anàlisis estadístics sistemàtics amb els ordinadors Colossus.
El 1945, acabada la guerra va ser professor de matemàtiques a la universitat de Manchester, però el 1948 es va incorporar al servei secret britànic per a fer recerca classificada en estadística i computació. El 1959 va passar al laboratori de recerca de l'Almirallat Britànic fins al 1962 quan va marxar als Estats Units per treballar a l'Institut d'Anàlisi de la Defensa. El 1964 va retornar a Anglaterra per treballar en un projecte de computació a la universitat d'Oxford, i el 1967 va marxar definitivament als Estats Units per ocupar un lloc docent i de recerca a la universitat tècnica de Virginia de la qual es va retirar el 1994, passant a ser professor emèrit. Durant aquest període a Virginia, va publicar un gran nombre d'articles sobre estadística, física, matemàtiques i filosofia. D'especial importància són els seus treballs sobre estadística bayesiana.
Els seus treballs sobre la singularitat tecnològica van fer que Stanley Kubrick el contractés com consultor de computació per la realització de la pel·lícula 2001: una odissea de l'espai.